# Vulkaneifel
Vulkaneifel là một huyện (Kreis) ở tây bắc bang Rheinland-Pfalz, Đức. Các huyện giáp ranh là Euskirchen (North Rhine-Westphalia), Ahrweiler, Mayen-Koblenz, Cochem-Zell, Bernkastel-Wittlich, và Bitburg-Prüm.

## Lịch sử
Huyện được lập năm 1815 khi Eifel trở thành một khu vực của Phổ. Cũng như phần lớn phần lớn các ngành của địa phương có thị trường truyền thống ở Pháp, huyện này bị khủng hoảng kinh tế nghiêm trọng. Việc xây dựng tuyến đường sắt vào nửa sau thế kỷ 19 đã giúp huyện vượt qua khủng hoảng. Việc xây dựng Nürburgring năm 1927 cũng giúp cho nền kinh tế huyện. Huyện đã được mở rộng đáng kể vào năm 1970-71, khi các huyện Mayen và Prüm bị giải thể và đưa vào huyện Daun.
Ngày 1 tháng 1 năm 2007, huyện Daun đã được đổi tên thành Vulkaneifel.

## Địa lý
Huyện nằm ở trong dãy núi Eifel, gồm các hồ núi lửa có tên Maar. Sông lớn nhất ở huyện là Kyll.
Vulkaneifel gồm 3 vùng: Vulkanische Osteifel (các đô thị Brohltal, Vordereifel, Mendig, Pellenz), Vulkanische Hocheifel (các đô thị Adenau, Kelberg, Ulmen, và làng Nohn), và Vulkanische Westeifel (phần còn lại của đô thị Hillesheim, và các đô thị Obere Kyll, Gerolstein, Manderscheid, Daun).

## Thị xã và đô thị
| Verbandsgemeinde | Verbandsgemeinde | Verbandsgemeinde | |
| --- | --- | --- | --- |
| - 1. Daun 1. Betteldorf 2. Bleckhausen 3. Brockscheid 4. Darscheid 5. Daun1, 2 6. Demerath 7. Deudesfeld 8. Dockweiler 9. Dreis-Brück 10. Ellscheid 11. Gefell 12. Gillenfeld 13. Hinterweiler 14. Hörscheid 15. Immerath 16. Kirchweiler 17. Kradenbach 18. Mehren 19. Meisburg 20. Mückeln 21. Nerdlen 22. Niederstadtfeld 23. Oberstadtfeld 24. Sarmersbach 25. Saxler 26. Schalkenmehren 27. Schönbach 28. Schutz 29. Steineberg 30. Steiningen 31. Strohn 32. Strotzbüsch 33. Udler 34. Üdersdorf 35. Utzerath 36. Wallenborn 37. Weidenbach 38. Winkel | - 2. Gerolstein 1. Berlingen 2. Birresborn 3. Densborn 4. Duppach 5. Gerolstein1, 2 6. Hohenfels-Essingen 7. Kalenborn-Scheuern 8. Kopp 9. Mürlenbach 10. Neroth 11. Pelm 12. Rockeskyll 13. Salm - 3. Hillesheim 1. Basberg 2. Berndorf 3. Dohm-Lammersdorf 4. Hillesheim1, 2 5. Kerpen 6. Nohn 7. Oberbettingen 8. Oberehe-Stroheich 9. Üxheim 10. Walsdorf 11. Wiesbaum | - 4. Kelberg 1. Arbach 2. Beinhausen 3. Bereborn 4. Berenbach 5. Bodenbach 6. Bongard 7. Borler 8. Boxberg 9. Brücktal 10. Drees 11. Gelenberg 12. Gunderath 13. Höchstberg 14. Horperath 15. Hörschhausen 16. Kaperich 17. Katzwinkel 18. Kelberg1 19. Kirsbach 20. Kolverath 21. Kötterichen 22. Lirstal 23. Mannebach 24. Mosbruch 25. Neichen 26. Nitz 27. Oberelz 28. Reimerath 29. Retterath 30. Sassen 31. Uersfeld 32. Ueß 33. Welcherath | - 5. Obere Kyll 1. Birgel 2. Esch 3. Feusdorf 4. Gönnersdorf 5. Hallschlag 6. Jünkerath1 7. Kerschenbach 8. Lissendorf 9. Ormont 10. Reuth 11. Scheid 12. Schüller 13. Stadtkyll 14. Steffeln |
| 1thủ phủ của Verbandsgemeinde; 2thị xã | | | |